# Prêmio Sewall Wright
O Prêmio Sewall Wright (em inglês:  Sewall Wright Award) é concedido anualmente pela Sociedade dos Naturalistas dos Estados Unidos a um investigador ativo com contribuições fundamentais na unificação conceitual de ciências biológicas. O prêmio foi criado em 1991, sendo nomeado em memória de Sewall Wright. O recipiente não precisa ser membro da sociedade e pode ser de qualquer nacionalidade. Uma placa e uma quantia de US$ 1.000 são entregues em um banquete.

## Recipientes
Fonte: American Society of Naturalists
- 1992 Russell Lande
- 1993 Joseph Felsenstein
- 1994 Richard Lewontin
- 1995 John Maynard Smith
- 1996 Robert Treat Paine[2]
- 1997 Douglas Joel Futuyma[3]
- 1998 William Donald Hamilton[4]
- 1999 Janis Antonovics[5]
- 2000 Montgomery Slatkin
- 2001 Ilkka Hanski[6]
- 2002 Linda Partridge[7]
- 2003 Mary Jane West-Eberhard[8]
- 2004 Rudolf Raff[9]
- 2005 Robert Ricklefs[10]
- 2006 Brian Charlesworth[11]
- 2007 Dolph Schluter[12]
- 2008 William Spencer Barrett[13]
- 2009 Michael J. Wade[14]
- 2010 William R. Rice
- 2011 Robert D. Holt
- 2012 Richard Lenski
- 2013 Jeanne Altmann
- 2014 Mark Kirkpatrick
- 2015 Sarah Otto
- 2016 Mark Rausher